# Острова Грин
Острова Грин (англ. Green Islands) — архипелаг в юго-западной части Тихого океана, принадлежащий Папуа — Новой Гвинее. Является частью островной дуги, протянувшейся от северной части Соломоновых островов и вдоль 600 км побережья острова Новая Ирландия. Административно относятся к Автономному региону Бугенвиль региона Айлендс.

## География

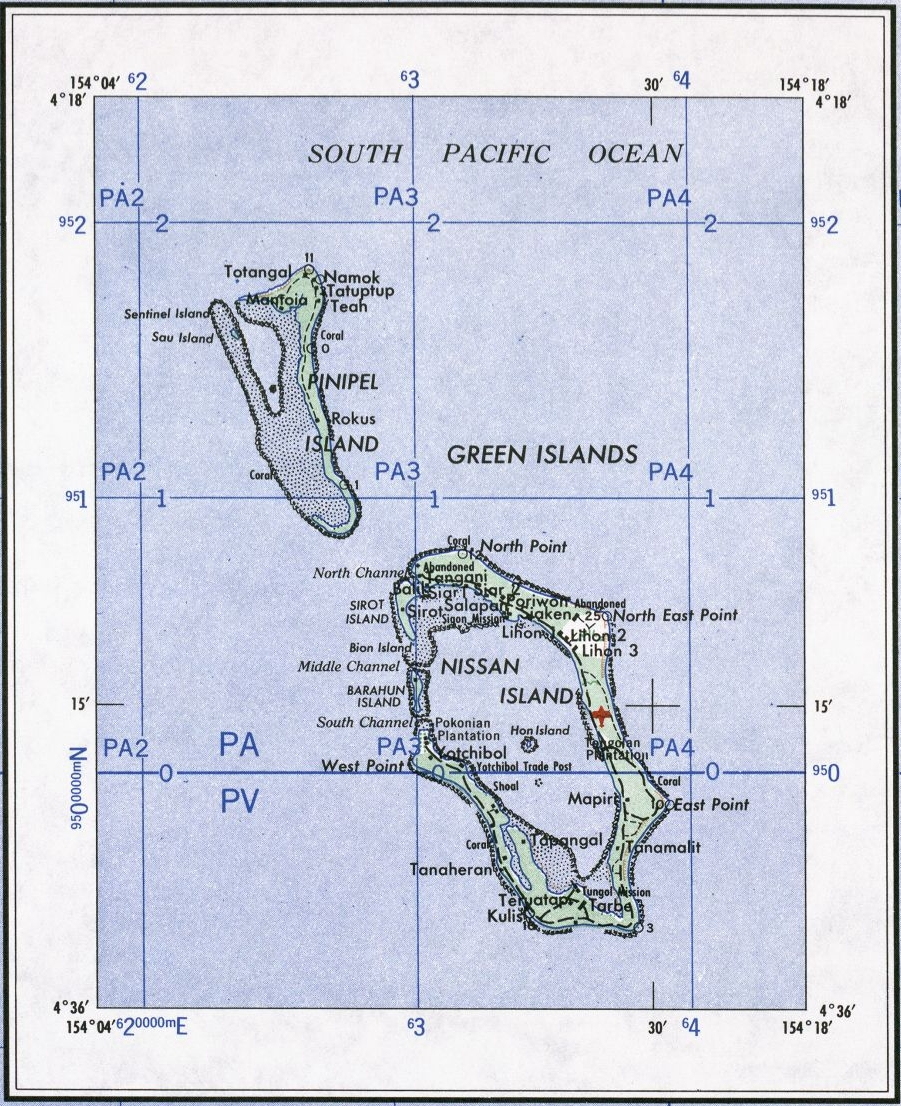
Топографическая карта островов Грин

Острова Грин расположены в 63 км на северо-запад от острова Бука, в 58 км на юго-восток от островов Фени и в 110 км на восток от Новой Ирландии. Архипелаг является частью островной дуги, протянувшейся параллельно острову Новая Ирландия по линии: Табар — Лихир — Танга — Фени — Грин — Бугенвиль. Группа представляет собой два коралловых атолла (Ниссан и Пинипел) состоящих из нескольких моту общей площадью 40 км², отделенных друг от друга проливом шириной около 2 км.
Атолл Ниссан (37 км²) вытянут в длину на 15 км при ширине около 8 км и состоит из 4 моту (главного — Ниссан и трёх маленьких: Барахут, Сирот, Хон. Последний расположен в центральной части лагуны. Население — 4824 чел. (2000)), которые образуют центральную лагуну глубиной от 20 до 60 м. В некоторых местах атолл возвышается над уровнем моря на 60 м. Атолл Пинипел (3 км²) состоит из двух моту: Пинипел (главный) и крохотный Сау. Население — 901 чел. (2000).

## История
Первые меланезийцы поселившиеся на островах появились здесь около 1500 г. до н. э. Европейскими первооткрывателями островов стали голландцы, Якоб Лемер и Виллем Схаутен, проплывавшие мимо них в 1616 году. В 1885 году острова вошли в Германскую Новую Гвинею. После Первой мировой войны, архипелаг перешёл, согласно решению Лиги Наций под протекторат Австралии.
Во время второй мировой войны, в марте 1942 года острова были захвачены Японией. В результате битвы за острова Грин, произошедшей 29 января — 27 февраля 1944 года между японскими войсками и объединением войск США и Новой Зеландии острова были освобождены. В боевых действиях участвовал лейтенант Ричард Никсон, впоследствии президент США. В 1975 году острова стали частью независимого государства Папуа — Новая Гвинея.